# August von Trott zu Solz (Politiker, 1796)
August Carl Wilhelm von Trott zu Solz (* 26. März 1796 in Langenschwalbach; † 30. Januar 1862 in Kassel) war ein deutscher Gutsbesitzer und Mitglied der kurhessischen Ständeversammlung.

## Leben

### Herkunft und Familie
August von Trott zu Solz entstammte dem hessischen Adelsgeschlecht Trott zu Solz, dessen Mitglieder zur Althessischen Ritterschaft gehörten und aus dem zahlreiche namhafte Persönlichkeiten hervorgegangen sind. Er kam aus der sogenannten III. Linie (Oberurff) des Stammes Trott zu Solz, die Philipp Engelhard von Trott zu Solz (⚭ 1623 Christine Marie von Baumbach) gründete und war der Sohn des Christian Carl Ferdinand von Trott zu Solz (1755–1816, kurhessischer Oberst) und dessen Ehefrau Marie Juliane Elisabeth Fuhrmann.
Sein Bruder Karl Ludwig (* 1794) kam als Königlich-niederländischer Soldat 1831 in Batavia ums Leben. Zwei weitere Brüder waren ebenfalls Offiziere.

### Wirken
August war  Offizier in der Hessen-kasselschen Armee und hatte den Rang eines Hauptmanns. Er kaufte das Rittergut Oberurff und bewirtschaftete es. 1832 erhielt er als Vertreter der Ritterschaft einen Sitz in der Kurhessischen Ständeversammlung. Diese wurde nach den Unruhen im Jahre 1830 zum Zwecke der Verabschiedung einer neuen Verfassung gebildet und löste formal die Kurhessische Ständeversammlung ab. Das Parlament bestand  bis zur Annexion Hessens durch Preußen im Jahre 1866.